# Ошеровський Матвій Абрамович
Матвій Абрамович Ошеро́вський (24 жовтня 1920, Ростов-на-Дону, Всевелике Військо Донське — 12 травня 2009, Москва, Росія) — український і російський театральний актор, режисер і педагог. Народний артист Української РСР (1973).

## Біографія
Народився 24 жовтня 1920 року у місті Ростові-на-Дону (тепер Росія). 1946 року закінчив Державний інститут театрального мистецтва у Москві (майстерні Михайла Тарханова і Василя Сахновського / Олексія Попова) та аспірантуру під керівництвом Михайла Кедрова.
Протягом 1946—1951 років працював актором і режисером Харківського українського драматичного театру імені Тараса Шевченка. Протягом 1952—1961 років режисер театрів музичної комедії Горькому, Воронежі (1955—1960), Краснодарі; протягом 1962—1977 років — головний режисер Одеського театру музичної комедії. Викладав в Одеському театрально-художньому училищі.
З 1977 року викладав в Музично-педагогічному інституті імені Гнесіних у Москві. Професор Державного інституту театрального мистецтва. Останні роки життя провів, працюючи педагогом-консультантом в Московському музичному театрі «Гелікон-Опера». Помер в Москві 12 травня 2009 року. Похований в Москві на Востряковському кладовищі.

## Творчість
В Харківському українському драматичному театрі зіграв ролі
- Олег Кошовий («Молода гвардія» за Олександром Фадєєвим);
- Шура Зайцев («Старі друзі» Леоніда Малюгіна).

В Одеському театрі музичної комедії поставив спектаклі
- «На світанку», «Четверо з вулиці Жанни» Оскара Сандлера;
- «Прекрасна Єлена» Жака Оффенбаха;
- «Весела вдова» Франца Легара;
- «Моя чарівна леді» Фредеріка Лоу;
- «Квітка Міссісіпі» Дж. Керна;
- «Біля рідного причалу» Василя Соловйова-Сєдого;
- «Витівки Хануми» Гії Канчелі;
- «Людина з Ламанчі» М. Лі;
- «Сто чортів і одна дівчина» Тихона Хреннікова;
- «Цілуй мене, Кет» Коула Портера;
- «Російський секрет» Володимира Дмитрієва;

В інших театрах Одеси поставив
- «Безприданницю» Олександра Островського;
- «Голубі олені» Олексія Коломійця (Російський драматичний театр імені Іванова);
- «Тараса Бульбу» Миколи Лисенка (Одеський театр опери та балету).

## Почесні звання
- Заслужений артист РРФСР з 29 вересня 1960 року[3][1];
- Народний артист УРСР з 1973 року;
- Народний артист Росії з 5 червня 2000 року[4][1].

## У культурі
У гумористичному оповіданні Г. Голубенка «Трагедія в легкому жанрі» про створення музичної вистави «Старі будинки» («Все починається з кохання») знайшов відображення епізод зняття М. Ошеровського з посади головного режисера Одеської музкомедії. Матвій Ошеровський зображений під ім'ям «Модест Абрамович Борщаговський», а Михайло Водяной — під ім'ям «головний артист».

## Вшанування пам'яті
12 травня 2010 року в Одесі, на Другому християнському кладовищі, відкрито кенотаф Матвію Ошеровському.